# Napoleone Pini
Napoleone Pini (Milano, 1835 – Milano, 22 marzo 1907) è stato uno zoologo e paleontologo italiano.

## Biografia
Nato in una famiglia aristocratica milanese, il cavalier Napoleone Pini fu uno stimato malacologo.  Segretario della Società Italiana di scienze naturali di Milano, fu autore di saggi scientifici. 
Il frutto delle sue ricerche sui molluschi continentali fu raccolto in una collezione presso il Museo civico di storia naturale di Milano che andò distrutta in seguito ai bombardamenti alleati del 1943 e presso il Museo Naturale di Berna che conserva 100 serie di molluschi provenienti dal sud Italia.

## Opere
- Sopra una nuova forma di Campylaca del gruppo della Helia cyngulata Studer.
- Descrizione di un nuovo carabico appartenente al genere Cychrus Fabr., 1871.
- Molluschi terrestri e d'acqua dolce viventi nel territorio di Esimo, 1876.
- Contribuzione alla fauna fossile postpliocenica della Lombardia, 1878.
- Nuove specie o forme poco note di Molluschi, Contribuz. alla Fauna Malacologica Italiana, Estr. Atti Soc. Ital. Scien. Nat. vol. XXI, Milano, 1879.
- Appunti malacologici sopra alcune forme di Conchiglie italiane, Milano, 1879.
- Platyla microspira, 1884.

| Pini è l'abbreviazione standard utilizzata per le specie animali descritte da Napoleone Pini. Categoria:Taxa classificati da Napoleone Pini |